# Mikumari-Schrein (Yoshino)
Koordinaten: 34° 21′ 14,2″ N, 135° 52′ 23,4″ O

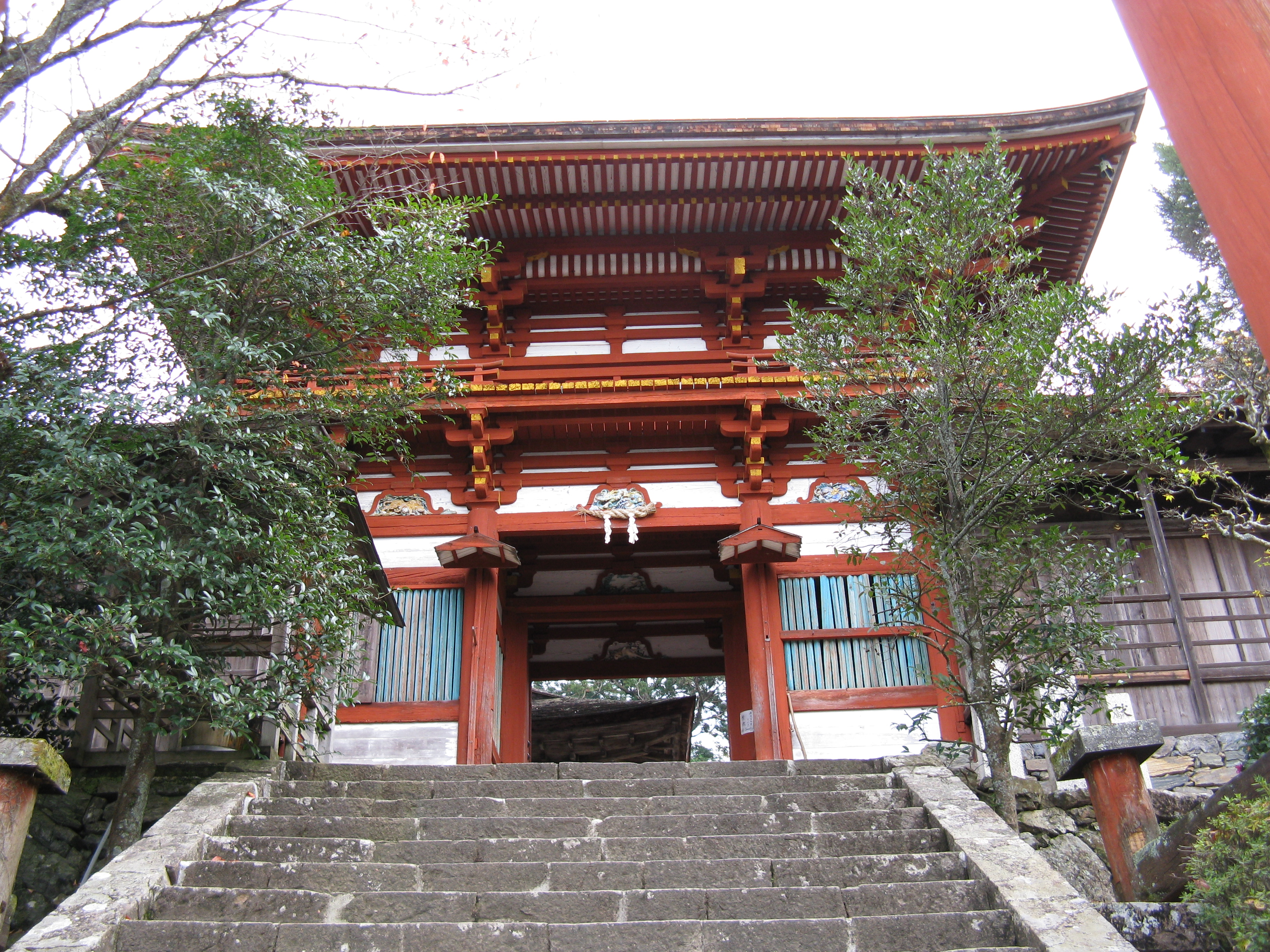
Aufgang zum Torgebäude des Mikumari-Schreins

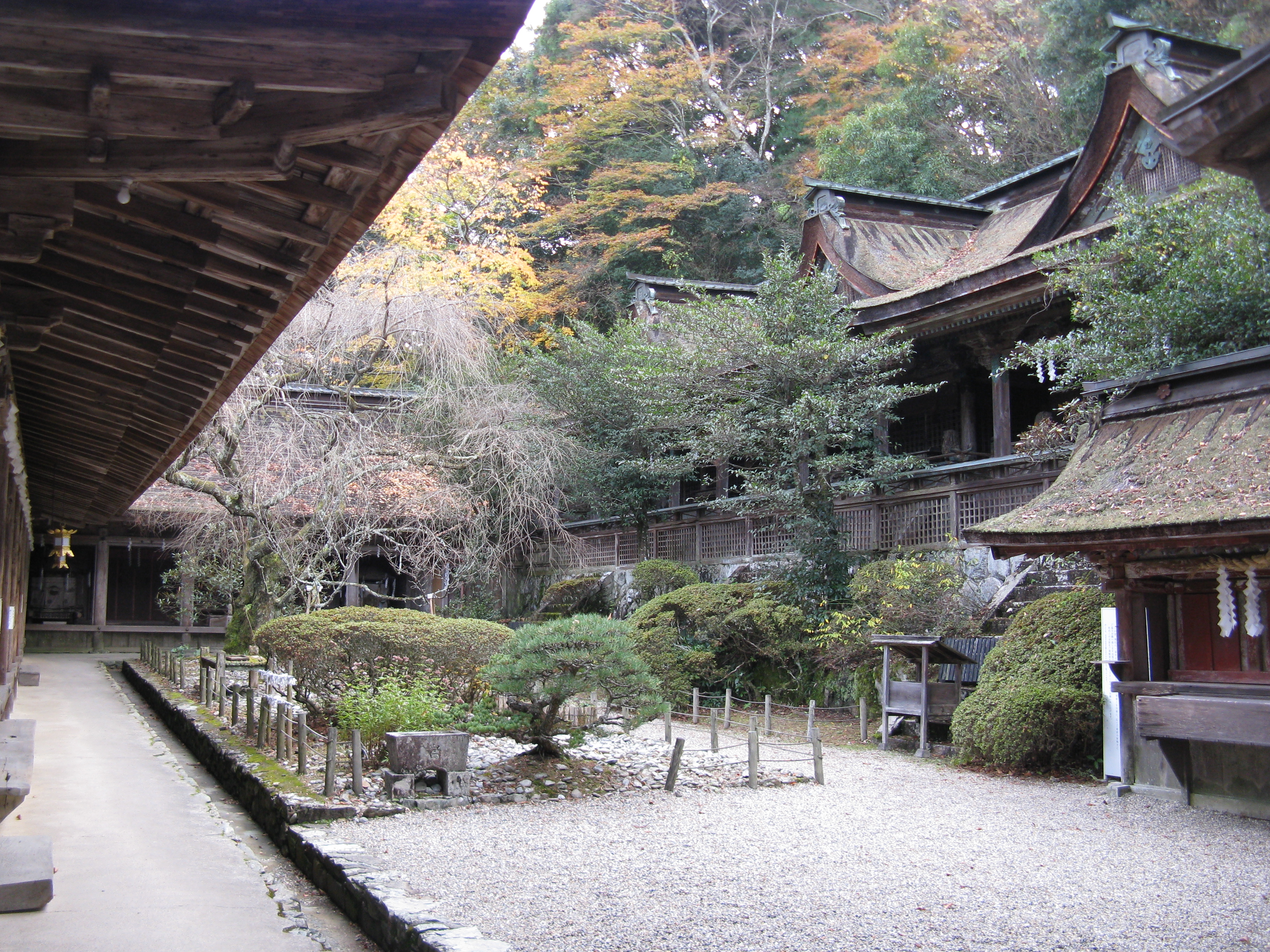
Innenhof des Mikumari-Schreins

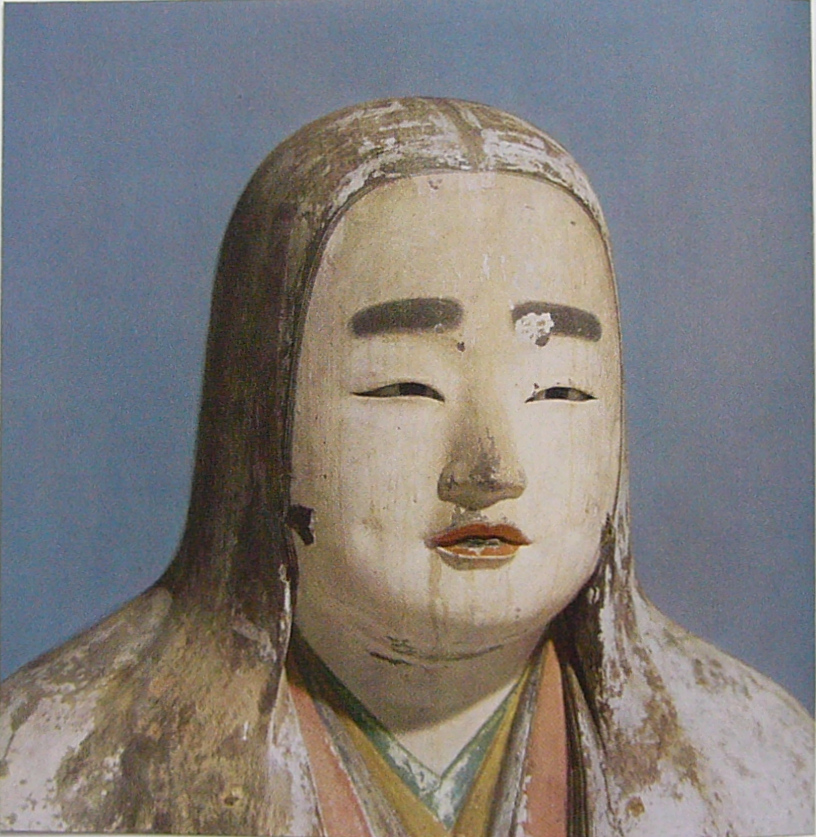
Tamayori-hime

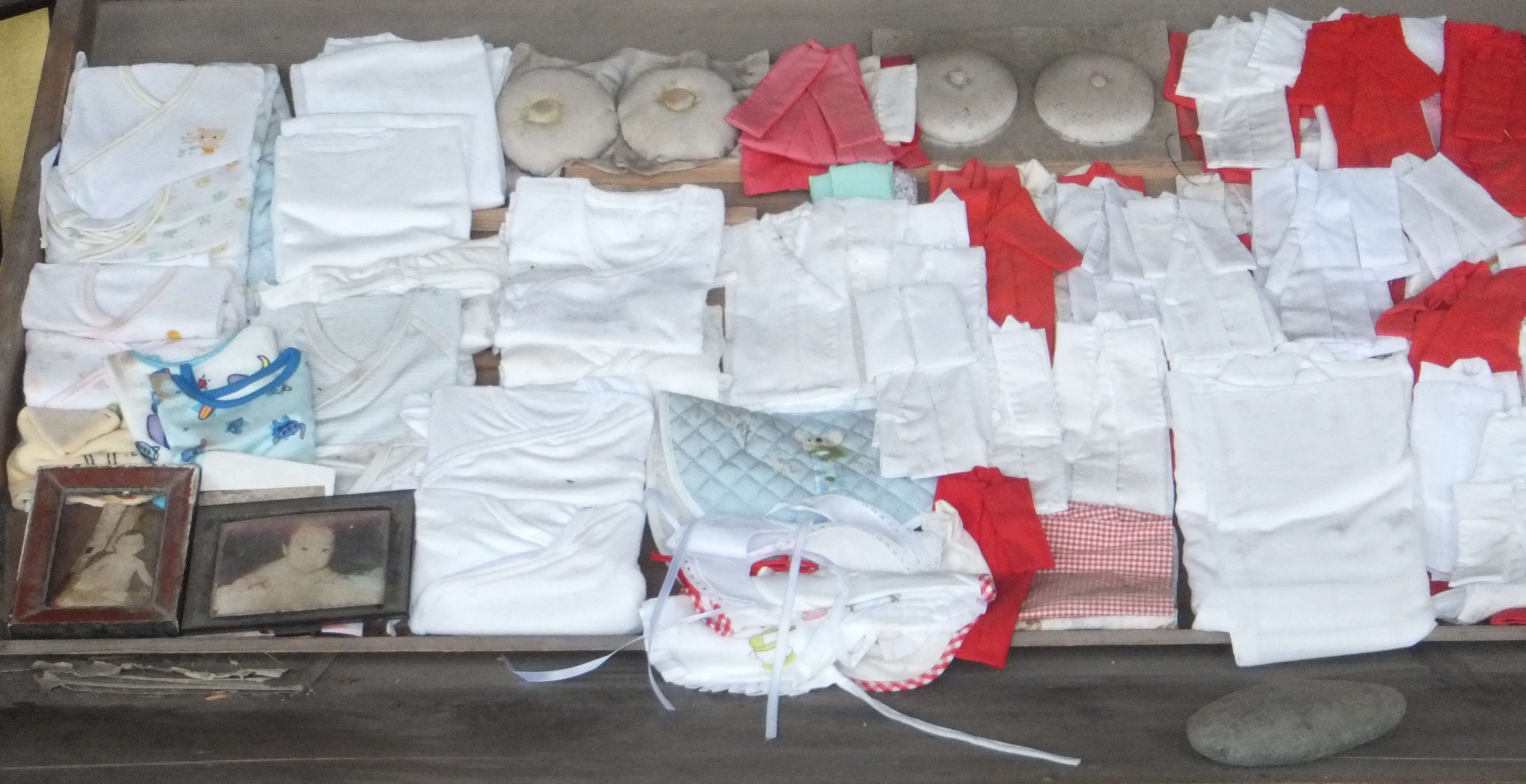
Votivgaben für Komori Daimyōjin, die Gottheit der Fruchtbarkeit und sicheren Geburt

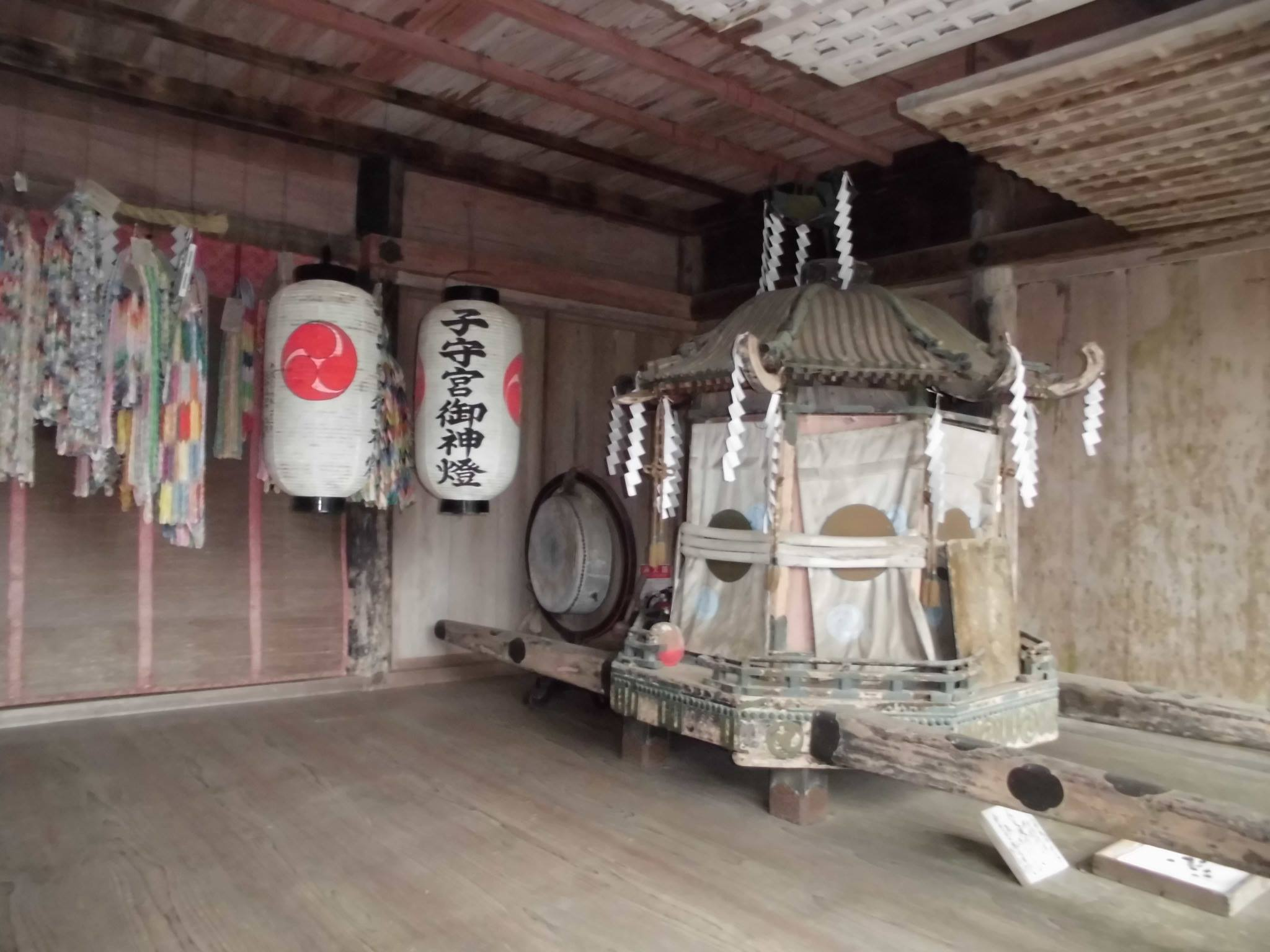
Tragbarer Schrein (Mikoshi) für Festtage

Der Mikumari-Schrein (jap. 水分神社, Mikumari-jinja) ist ein Shintō-Schrein in Yoshino (Präfektur Nara, Japan). Er ist einer von vier Mikumari-Schreinen in der ehemaligen Provinz Yamato, in dem seit alters her die weibliche Gottheit Mikumari verehrt wird, weswegen er zur Abgrenzung auch als Yoshino Mikumari-Schrein (吉野水分神社) bezeichnet wird. Seit 2004 ist er Teil des UNESCO-Weltkulturerbes Sacred Sites and Pilgrimage Routes in the Kii Mountain Range.

## Architektur
Die um einen Innenhof angelegte Struktur zeigt nach Eintritt durch das Torgebäude (rōmon, 楼門) zur Linken eine Andachtshalle (haiden, 拝殿). Auf der dem Tor gegenüberliegenden Seite steht die Opferhalle (heiden, 幣殿). Die Haupthalle (honden, 本殿) zur Rechten ist in einer Kombination von Kasuga-Stil (kasugazukuri, 春日造) und Fließ-Stil (nagarezukuri, 流造) errichtet und zeigt drei aneinander gereihte kleine Schreine für die Hauptgottheit (Mitte) und diverse Nebengottheiten (rechts, links).

## Geschichte
Das genaue Alter ist nicht bekannt; wahrscheinlich reicht die Geschichte des Schreins bis ins Jahr 806. Der älteste schriftliche Hinweis findet sich in der Chronik Shoku Nihongi im zweiten Jahr der Herrschaft des Tennō Mommu (= 698 n. Chr.). Die Anlage lag ursprünglich im hinteren Teil des Yoshino-Massivs auf dem Gipfel des Aonega-mine. Da auf der Nord-, der Ost- und der Westseite dieses Bergs drei Nebenflüsse des Yoshino-Flusses (Yoshinogawa) entspringen, entstand die Vorstellung, dass die Gottheit das Wasser (ver)teilt (mizu, Wasser; kubari, Verteilung). Im Jahre 806 wurde die Anlage auf die heutige Stelle verlegt (Yoshino Kami-Senbon).
Seit etwa der Mitte der Heian-Zeit gilt Mikumari auch als Schutzgottheit für Kinder (Komori myōjin oder Mikomori myōjin 御子守明神). Die jetzige Anlage wurde 1605 von Toyotomi Hideyori errichtet, dessen Vater Toyotomi Hideyoshi der Überlieferung zufolge hier um einen Sohn betete und erhört wurde.
Im Zuge der Vermischung von Buddhismus und Shintō ordnete man die Hauptgottheit als Komori gongen (子守権現) dem nur wenige Kilometer entfernten Kimpusen-Tempel zu. Bis zur Trennung der beiden Religionen (Shinbutsu-bunri) im Zuge der Meiji-Restauration fanden deshalb hier auch Exerzitien der Anhänger des synkretistischen Shugendō statt.
Der Schrein wird im berühmten Kopfkissenbuch (Makura no sōshi) der Hofdame Sei Shōnagon sowie dem Tagebuch der Hofdame und Schriftstellerin Murasaki Shikibu (Murasaki Shikibu nikki) erwähnt, und auch der einflussreiche Philologe Motoori Norinaga (1730–1801) erklärt im Journal seiner Reise nach Yoshino (Sugagasa no nikki), dass sein Vater hier gebetet habe.

## Gottheiten
Die im mittleren Teil der Haupthalle residierende Hauptgottheit ist Ame-no-mikumari-no-ōkami (天之水分大神), die Wasser des Himmels verteilt, für Fruchtbarkeit der Frauen und sichere Geburten sorgt. Als Nebengottheiten werden zur Rechten und Linken Takami-musubi-no-kami (高皇産霊神), Sukuna-hiko-no-kami (少名彦神), Mikogami (御子神), Ama-tsu-hiko-hi-no-ninigi-no-mikoto (天津彦火瓊瓊杵命), Tama-yori-hime-no-mikoto (玉依姫命) und Yorozu-hata-toyo-akitsushi-hime-no-mikoto (天萬栲幡千幡比咩命) verehrt.
Eine in der Kamakura-Zeit geschaffene hölzerne Statue der Gottheit Tamayori-hime (Prinzessin Tamayori) ist als Nationaler Schatz registriert.